# Lijst van oorlogsmonumenten in Pekela
De Nederlandse gemeente Pekela heeft verschillende oorlogsmonumenten. Hieronder een overzicht.
| Nr.  | Object                                 | Herdachte groep              | Ontwerper                     | Onthulling       | Type               | Locatie                              | Plaats        | Coördinaten                  | Foto                                   |
| ---- | -------------------------------------- | ---------------------------- | ----------------------------- | ---------------- | ------------------ | ------------------------------------ | ------------- | ---------------------------- | -------------------------------------- |
| 406  | Verzetsgraf                            | verzet Nederland             |                               | 31 augustus 1949 | begraafplaats/graf | Ds. Sicco Tjadenstraat C 51, 9663 RC | Nieuwe Pekela | 53° 4' 43" NB, 6° 58' 7" OL  | Verzetsgraf                            |
| 411  | Joods monument                         | vervolgden Nederland         | Firma de Weijs                | 9 juli 1950      | zuil               | Draijerswijk 14, 9665 NH             | Oude Pekela   | 53° 5' 59" NB, 7° 0' 30" OL  | Joods monument                         |
| 1778 | Monument aan de Ds. Sicco Tjadenstraat | algemeen, burgerslachtoffers | Frederik Hoevenagel           | 31 augustus 1949 | overig             | Ds. Sicco Tjadenstraat C53, 9663 RC  | Nieuwe Pekela | 53° 4' 28" NB, 6° 57' 47" OL | Monument aan de Ds. Sicco Tjadenstraat |
| 1849 | Monument aan de Burg. van Weringstraat | allen, burgerslachtoffers    | Van Wijk en Broos Architecten | 5 mei 1949       | gedenkmuur         | Burg. van Weringstraat, 9665 GN      | Oude Pekela   | 53° 6' 26" NB, 7° 0' 49" OL  | Monument aan de Burg. van Weringstraat |
| 3500 | Bevrijdingsmonument                    | geallieerde militairen       | Marten Grupstra               | 5 mei 2010       | zuil               | Raadhuislaan 8, 9665 JD              | Oude Pekela   | 53° 6' 14" NB, 7° 0' 37" OL  | Bevrijdingsmonument                    |
| 3677 | Monument voor de gevallenen            | burgerslachtoffers           | Buurtcommissie Boven-Pekela   | 4 mei 2011       | plaquette          | H.B. Hulsmanstraat, 9663 TL          | Boven-Pekela  | 53° 2' 5" NB, 6° 56' 2" OL   |                                        |
|      | Stolpersteine                          | vervolgden Nederland         | Gunter Demnig                 |                  | reliëf             |                                      | Pekela        |                              | Meer afbeeldingen                      |

Eemsdelta ·
Groningen ·
Het Hogeland ·
Midden-Groningen ·
Oldambt ·
Pekela ·
Stadskanaal ·
Veendam ·
Westerkwartier ·
Westerwolde